# Erzbistum Saint Paul and Minneapolis
Das Erzbistum Saint Paul and Minneapolis (lat.: Archidioecesis Paulopolitana et Minneapolitana, engl.: Archdiocese of Saint Paul and Minneapolis) ist eine im US-Bundesstaat Minnesota gelegene römisch-katholische Erzdiözese.

## Entwicklung
Das Erzbistum wurde am 19. Juli 1850 aus Gebieten des Bistums Dubuque und des Bistums Milwaukee als Bistum Saint Paul begründet. Der Kirchenprovinz Saint Louis angehörend, wechselte es am 12. Februar 1875 zur Kirchenprovinz Milwaukee über. Gleichzeitig wurde ihm das Apostolische Vikariat North Minnesota entnommen. Weiterhin wurden dem jungen Bistum am 12. August 1879 das Apostolische Vikariat Dakota und am 26. November 1889 das Bistum Winona entnommen. Nachdem Saint Paul am 4. Mai 1888 zum Erzbistum erhoben worden war, gab es am 31. Dezember 1909 die Gebiete Becker, Beltrami, Clay, Clearwater, Hubbard, Kittson, Marshall, Mahnomen, Norman, Pennington, Polk, Red Lake und Rosseau Counties zur Errichtung des Bistums Crookston ab.
1950 noch 335.880 Katholiken (23,9 %) in 309 Pfarreien mit 475 Diözesanpriestern, 82 Ordenspriestern und 1.976 Ordensschwestern zählend, wurde dem Erzbistum am 18. November 1957 das Bistum New Ulm entnommen, so dass es bis heute noch 17.225 km² zählt.
Das Erzbistum, zu dessen Kirchenprovinz die Bistümer Bismarck, Crookston, Duluth, Fargo, New Ulm, Rapid City, Saint Cloud, Sioux Falls und Winona gehören, wechselte am 11. Juli 1966 seinen Namen von Saint Paul auf Saint Paul and Minneapolis.
Zum Bischofssitz gehört neben der Cathedral of Saint Paul in Saint Paul (Minnesota) auch die Basilica of Saint Mary in Minneapolis.
Im November 2014 erwog das Erzbistum ein Insolvenzverfahren, um Schadenersatzansprüche von Missbrauchsopfern zu erfüllen. In Konsequenz der hierdurch entstandenen Auseinandersetzungen boten Erzbischof John Clayton Nienstedt und Weihbischof und Generalvikar Lee Anthony Piché ihren Rücktritt an, den Papst Franziskus am 15. Juni 2015 annahm. Für die Dauer der Sedisvakanz ernannte er Bernard Hebda zum Apostolischen Administrator der Erzdiözese.
Am 1. Juni 2018 einigte sich das Erzbistum Saint Paul and Minneapolis mit rund 450 Opfern sexuellen Missbrauchs durch 91 Priester in den vergangenen Jahrzehnten in der Diözese auf eine Zahlung von 210 Millionen US-Dollar aus einem Fonds. Zugleich soll daraus das Insolvenzverfahren des vom Bankrott bedrohten Erzbistums finanziert werden.

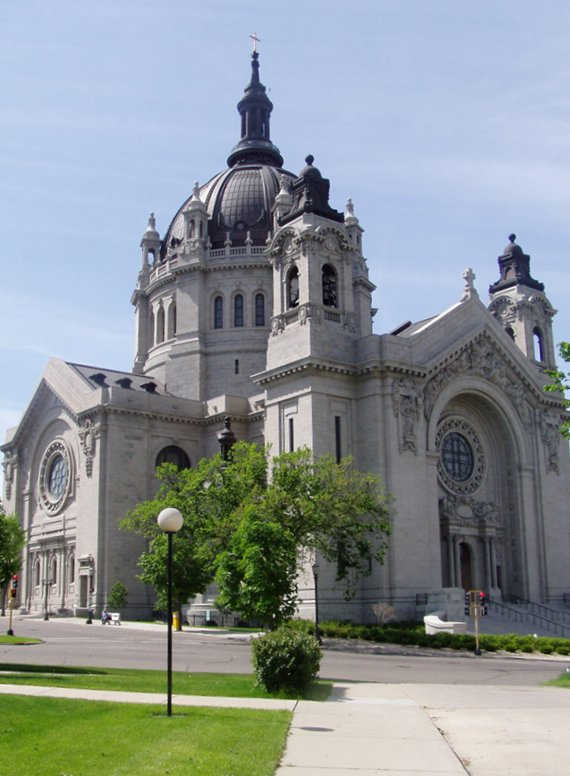
Kathedrale Saint Paul
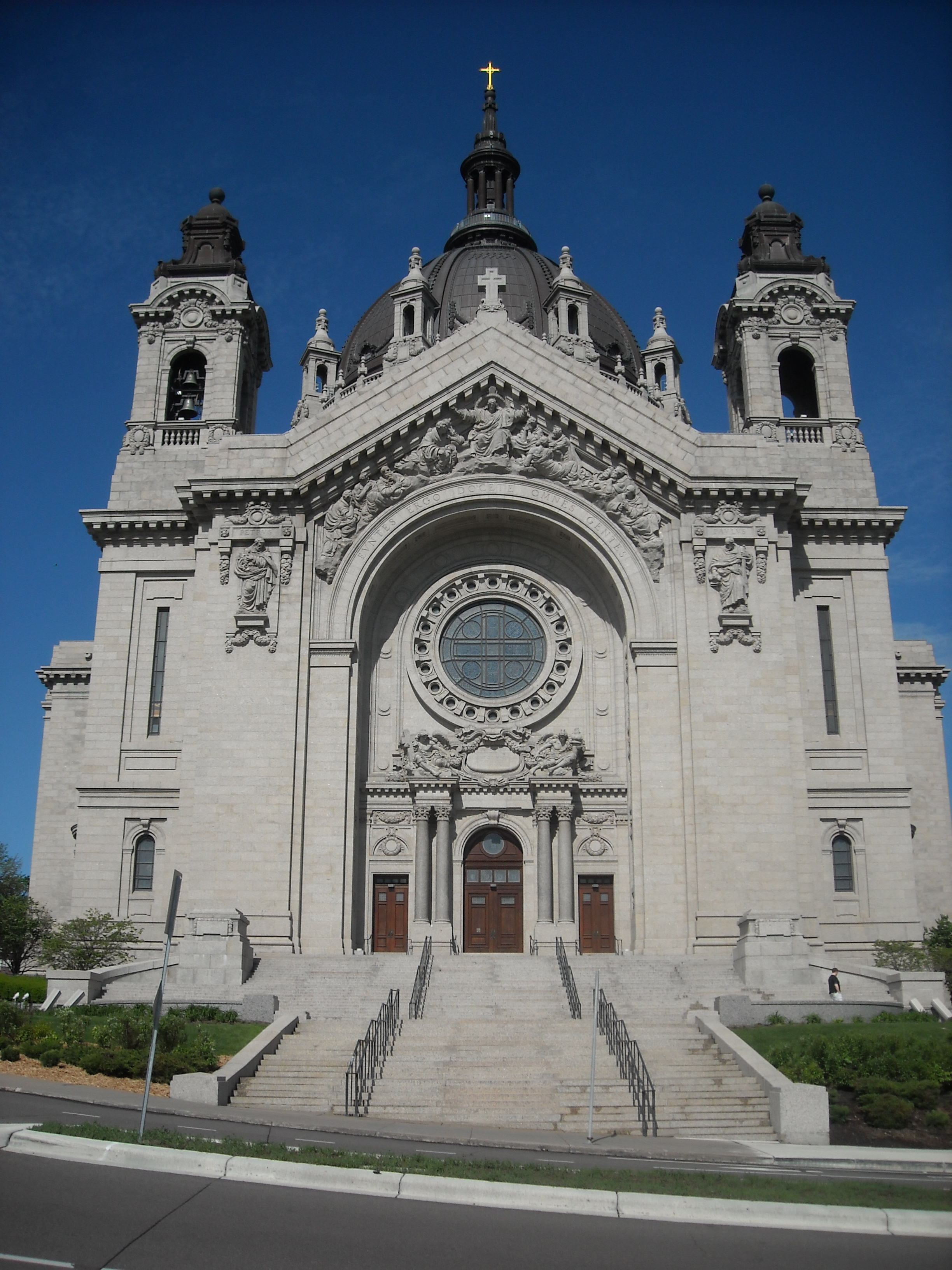
Kathedrale Saint Paul, Portal
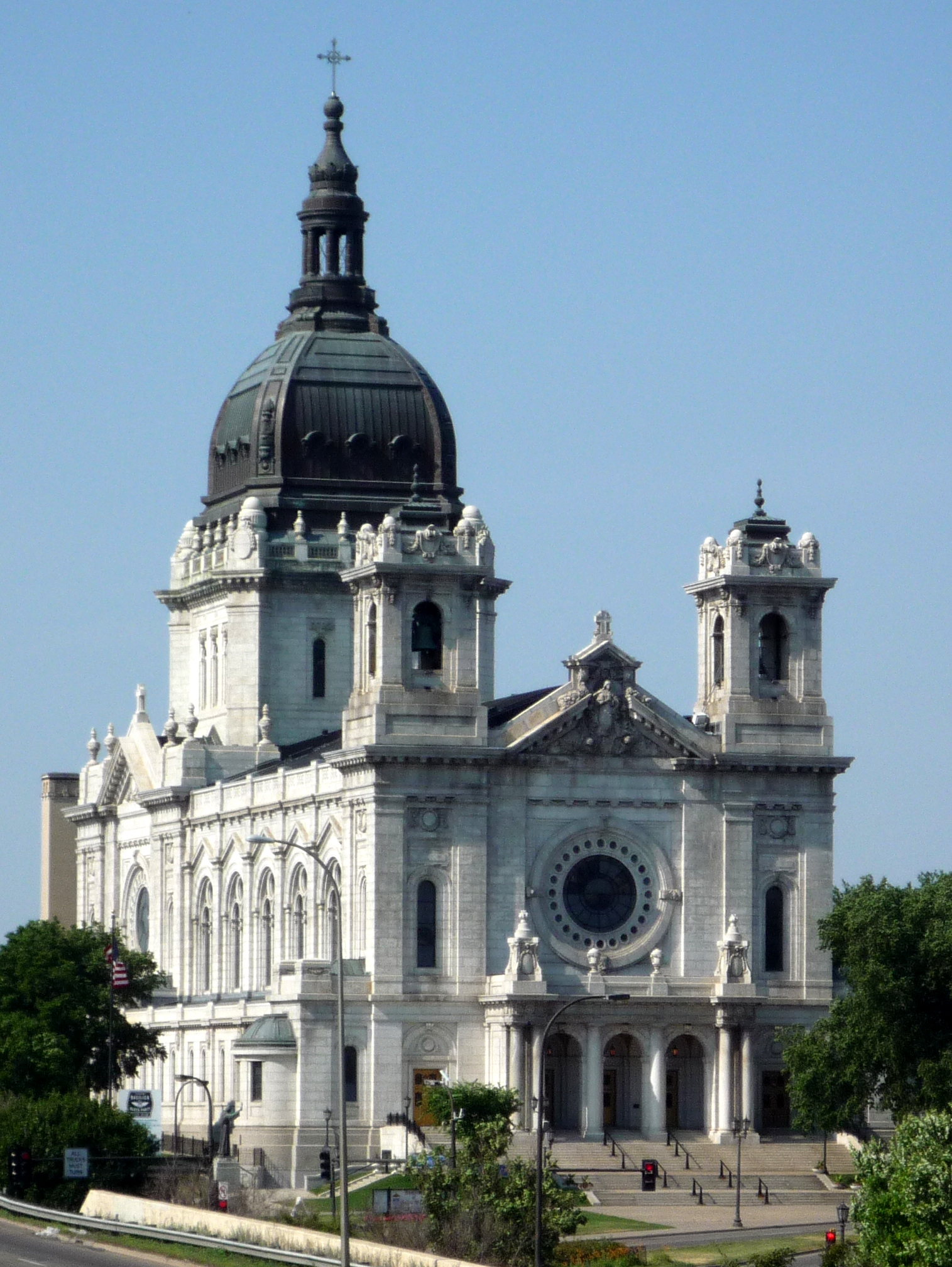
Basilika Saint Mary Minneapolis, Konkathedrale
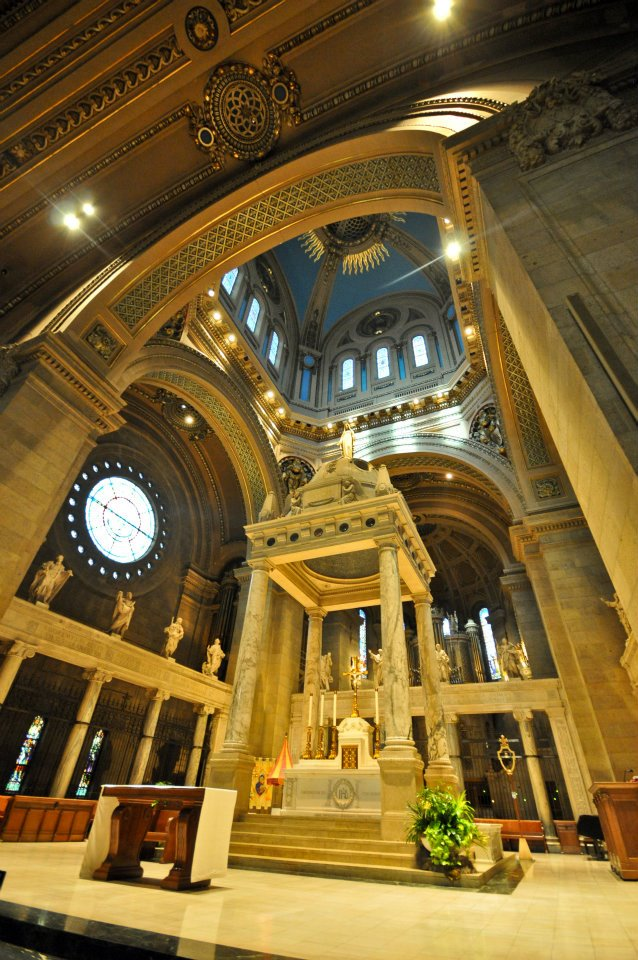
Basilika Saint Mary, Altarraum

## Bischöfe von Saint Paul and Minneapolis
- Joseph Crétin (1850–1857)
- Thomas Langdon Grace OP (1859–1884)
- John Ireland (1884–1888)

## Erzbischöfe von Saint Paul and Minneapolis
- John Ireland (1888–1918)
- Austin Dowling (1919–1930)
- John Gregory Murray (1931–1956)
- William Otterwell Brady (1956–1961)
- Leo Binz (1961–1975)
- John Robert Roach (1975–1995)
- Harry Joseph Flynn (1995–2008)
- John Clayton Nienstedt (2008–2015)
- Bernard Hebda (seit 2016)